# 이와다레 노리유키
이와다레 노리유키(일본어: 岩垂徳行 いわだれ のりゆき, 1964년 4월 28일 ~ )는 일본의 게임 음악 작곡가로, 나가노현 마쓰모토시에서 태어났다. 그는 대학교에서 밴드 활동을 시작한 뒤 몇 년 후 게임 음악 작곡을 시작하였다. 이와다레는 1991년 세가 메가 CD 발매작 루나 더 실버스타의 배경음악으로 베스트 게임 뮤직상을 받았다. 이후 1997년 세가 새턴판 그란디아와 2000년 세가 드림캐스트 그란디아 2의 배경음악을 담당했으며 역시 베스트 게임 뮤직상을 수상했다.
이와다레는 게임음악 외에도 도쿄 디즈니 리조트의 음악을 담당했으며 일본 댄스 프로그램, TV 프로그램, 라디오 프로그램의 음악을 만들었다. 그는 자신의 작품을 오케스트라로 편곡하는 것을 시도하고 있다.
최근 그는 캡콤과 닌텐도에 고용되어 Intel, Hanast, 오레게츠 등의 가명을 사용해서 NES 게임 여러 개의 음악을 만든 것으로 밝혀졌다.

## 주요 작품
아래 목록은 그가 작업한 사운드트랙들이다.
- 도쿄 디즈니랜드
- 역전재판
  - 역전재판 오케스트라 사운드 트랙 (영어: Phoenix Wright Orchestrated Soundtrack)
  - 역전재판 특별법정 2008 (일본어: 逆転裁判特別法廷2008)
  - 역전검사
- 대난투 스매쉬 브라더스X
- Wacky Kingdom
- 우루세이 야츠라 : Dear My Friends
- 그란디아 오리지널 사운드트랙 1, 2
- 그란디아 벤트
- 그란디아 (Best Of)
- 그란디아 2 : Deus
- 그란디아 2 : Povo
- 그란디아 2 : Melodia
- 그란디아 익스트림
- 그란디아 3
- 그란디아 온라인/그란디아 제로(게임 및 OST는 아직 발매되지 않았음, 작업 중임)
- 그로우랜서
- 그로우랜서 2 : The sense of justice
- 랑그리사 시리즈
- 루나 시리즈
- 래디아타 스토리즈
- 트루 러브 스토리
- 키미키스
- 아마가미